# Already Dead
Already Dead  è un singolo del rapper statunitense Juice Wrld, pubblicato il 12 novembre 2021 tramite le etichette Grade A ed Interscope Records come primo estratto del quarto album in studio, Fighting Demons.

## Antefatti
Il 1º marzo 2018, Juice posta su Twitter la frase: "I've been dead for years" (sono morto da anni), un primo riferimento alla canzone. La canzone è stata registrata il 20 marzo 2018, mentre il beat il 18 marzo, due giorni prima.
Il 9 dicembre 2020, due anni dopo, il manager di Juice Lil Bibby annuncia tramite Twitter che era ricerca della canzone e più tardi, nel luglio del 2021, il secondo manager di Juice, Peter Jideonwo, conferma che la canzone era stata trovata. Tre mesi dopo, il 26 ottobre 2021, Lil Bibby annuncia che la canzone sarebbe stata pubblicata il 12 novembre dello stesso anno. Il giorno dopo sia la canzone che la sessione in cui Juice registrò la canzone trapelarono.

## Testi e composizione
Nel brano, Juice Wrld parla di come superare le difficoltà di salute mentale. La canzone è stata prodotta da Nick Mira e DT, che avevano già collaborato altre volte con Juice.

## Video musicale
Il video dell'audio ufficiale è stato pubblicato lo stesso giorno del singolo, mentre il video musicale è stato reso disponibile il 5 gennaio 2022 sul canale YouTube dell'artista. La produzione del video musicale è stata molto influenzata dal serie di manga Demon Slayer - Kimetsu no yaiba.

## Formazione
Crediti ricavati da Spotify.
- Juice Wrld – voce, composizione, testi
- Nick Mira – produzione, testi
- Dorian "DT" Theus – produttore, testi

## Classifiche
| Classifica (2021-2022) | Posizione massima |
| ---------------------- | ----------------- |
| Australia              | 29                |
| Austria                | 24                |
| Canada                 | 14                |
| Repubblica ceca        | 50                |
| Danimarca              | 37                |
| Germania               | 21                |
| Mondo                  | 17                |
| Grecia                 | 49                |
| Irlanda                | 23                |
| Lituania               | 38                |
| Paesi Bassi            | 46                |
| Nuova Zelanda          | 30                |
| Norvegia               | 38                |
| Portogallo             | 59                |
| Slovacchia             | 37                |
| Sudafrica              | 34                |
| Svezia                 | 44                |
| Svizzera               | 26                |
| Regno Unito            | 25                |
| Stati Uniti            | 20                |